# 豊中市立東豊台小学校
豊中市立東豊台小学校（とよなかしりつ とうほうだいしょうがっこう）は、大阪府豊中市東豊中町六丁目にある公立小学校。

## 沿革
- 1974年4月1日 - 豊中市立東豊中小学校より分離開校。

## 周辺
- 豊中東豊中郵便局

## アクセス
- 阪急バス 東豊中団地前にて下車
  - 阪急宝塚本線豊中駅から14・31・36・38・43・45系統
  - 北大阪急行電鉄南北線桃山台駅から38・41・45・47系統